# Sao Tomé-et-Principe aux Jeux olympiques d'été de 2008
Sao Tomé-et-Principe participe aux Jeux olympiques d'été de 2008 à Pékin.

## Résultats

### Athlétisme
5 000 mètres femmes
- Celma Bonfim da Graça
  - 17 min 25 s 99 (16e et dernière de la 1re série)

400 mètres hommes
- Naiel d'Almeida (en)
  - 49 s 08 (8e et dernier de la 7e série)

#### Hommes
| Épreuve    | Athlète                  | Séries   | Séries | Quarts de finale | Quarts de finale | Demi-finales | Demi-finales | Finale   | Finale |
| Épreuve    | Athlète                  | Résultat | Rang   | Résultat         | Rang             | Résultat     | Rang         | Résultat | Rang   |
| ---------- | ------------------------ | -------- | ------ | ---------------- | ---------------- | ------------ | ------------ | -------- | ------ |
| 400 mètres | Naiel Santiago d'Almeida | 49 s 08  | 8e     | -                | -                | -            | -            | -        | -      |

#### Femmes
| Épreuve      | Athlète               | Séries       | Séries | Quarts de finale | Quarts de finale | Demi-finales | Demi-finales | Finale   | Finale |
| Épreuve      | Athlète               | Résultat     | Rang   | Résultat         | Rang             | Résultat     | Rang         | Résultat | Rang   |
| ------------ | --------------------- | ------------ | ------ | ---------------- | ---------------- | ------------ | ------------ | -------- | ------ |
| 5 000 mètres | Celma Bonfim da Graça | 17 min 25.99 | 16e    | -                | -                | -            | -            | -        | -      |

### Canoë-kayak
Sprint K-1 500 m hommes
- Alcino Silva (en)
  - 2 min 06 s 288 (9e des demi-finales)

Sprint K-1 100 m hommes
- Alcino Silva
  - 4 min 28 s 057 (9e des qualifications)

| Athlète      | Compétition | Éliminatoires  | Éliminatoires | Demi-finales   | Demi-finales | Finale A | Finale A |
| Athlète      | Compétition | Temps          | Rang          | Temps          | Rang         | Temps    | Rang     |
| ------------ | ----------- | -------------- | ------------- | -------------- | ------------ | -------- | -------- |
| Alcino Silva | K1 500m     | 1 min 58 s 178 | 6e            | 2 min 06 s 288 | 9e           | -        | -        |
| Alcino Silva | K1 1000m    | 4 min 28 s 057 | 9e            | -              | -            | -        | -        |